# Pierre Duprey
Pierre François Marie Joseph Duprey MAfr (* 16. November 1922 in Croix, Frankreich; † 13. Mai 2007 in Rom) war ein römisch-katholischer Ordenspriester, Theologe und Kurienbischof. Er war langjähriger Sekretär des Päpstlichen Rates zur Förderung der Einheit der Christen.

## Leben
Pierre Duprey trat während des Zweiten Weltkrieges 1942 als Novize in den Orden der Gesellschaft der Missionare von Afrika („Weiße Väter“) in Algier ein. 1950 empfing er in Karthago, Tunesien die Priesterweihe. Nach seinem Doktoratsstudium mit Schwerpunkt Christlicher Orient am Päpstlichen Orientalischen Institut in Rom studierte er in Athen orthodoxe Theologie und in Beirut Arabische Sprache. Von 1946 bis 1963 lehrte er als Professor für Dogmatik und Kirchengeschichte am Melkitischen Seminar St. Ann der Melkitisch Griechisch-Katholischen Kirche in Jerusalem.
1963 wurde Pierre Duprey zum Untersekretär des damaligen „Sekretariats zur Förderung der Einheit der Christen“ ernannt. Das Sekretariat wurde am 5. Juni 1960 von Papst Johannes XXIII. ins Leben gerufen; Leiter war der deutsche Kardinal Augustin Bea. 1983 wurde Duprey zum Sekretär ernannt. 1988/1989 wandelte Papst Johannes Paul II. den Namen des Einheitssekretariates in Päpstlicher Rat zur Förderung der Einheit der Christen um.
Er war zudem stellvertretender Vorsitzender der Päpstlichen Kommission für das religiöse Verhältnis zum jüdischen Glauben („The Pontifical Commission for Religious Relations with the Jews“), ab 1965 war er Mitglied des Ökumenischen Rats der Kirchen („World Council of Churches“ (WCC)), von 1971 bis 1983 einer Arbeitsgruppe des Päpstlichen Rates zur Förderung der Einheit der Christen und WCC „Faith and Order“-Kommission des WCC sowie Mitglied der „Anglican Roman Catholic International Commission“ (ARCIC). Er engagierte sich zudem in den Beziehungen zum Lutherischen Weltbund, zum Reformierten Weltbund und zur Pfingstbewegung. 1980 wurde er Sekretär der internationalen Kommission für den Dialog der orthodoxen-römisch-katholischen Kirche. 1963 gründete er das Katholische Komitee für kulturelle Zusammenarbeit mit den orthodoxen und orientalischen Kirchen. Er war zudem Vorstandsmitglied des „Tantur Ecumenical Institute for Theological Studies“ in Jerusalem.
Pierre Duprey wurde 1989 zum Titularbischof von Thibaris ernannt und erhielt 1990 die Bischofsweihe. Er war bis zu seinem altersbedingten Rücktritt 1999 Bischof im genannten Dikasterium (Staatssekretariat der Kurie). Nachfolger von Pierre Duprey als Sekretär des Rates wurde der damalige Bischof Walter Kasper.

## Wirken
Konferenz auf Rhodos; die Konferenz vereinte 61 Vertreter aus 12 unabhängigen orthodoxen Kirchen. 1962 erhielt er die Einladung, als Theologe und Dolmetscher der orthodoxen Delegation bei der ersten Session des Zweiten Vatikanischen Konzils zur Seite zu stehen.
Er spielte eine zentrale Rolle bei der Vorbereitung des historischen Treffens zwischen Papst Paul VI. und dem Patriarchen von Konstantinopel Athinagoras sowie bei der Aufhebung der gegenseitigen Exkommunikation zwischen Rom und der orthodoxen Kirche. Er war zudem maßgeblich beteiligt an den Vorbereitungsarbeiten zur Aufnahme des theologischen Dialogs zwischen der katholischen Kirche und den orthodoxen Kirchen, den Papst Johannes Paul II. während seines Besuchs beim Ökumenischen Patriarchen von Konstantinopel, Demetrios I., im Jahr 1979 angekündigt hatte.
Duprey war seit 1970 Ehrenmitglied des Kuratoriums der Stiftung Pro Oriente in Wien.